# Osias Ausschnitt
Osias Ausschnitt (scris și Auschnitt, Auschnit sau Aușnit; n. 17 august 1852, Brodî, Regatul Galiției și Lodomeriei, Imperiul Austriac – d. 24 iunie 1926, Viena, Republica Austriacă) a fost un industriaș evreu cu afaceri în România în industria metalelor, administratorul societații O. Ausschnit & Co din Galați și tatăl lui Max Auschnitt.

## Biografie
Osias Auschnitt s-a născut în familia lui Moses și Golda Auschnit. La 18 ani, în 1870, Osias Auschnitt a venit in Galați și patru ani mai târziu, în anul 1874 a deschis un magazin de feronerie. În 1890 deținea un depozit de mașini agricole și in 1903 a deschis o sucursală a firmei la Londra.
Osias Auschnitt a fost căsătorit cu Clara Ausschnitt și împreună au avut patru copii: Gisela (1883), Elonore (1883), Stefania (1886) si Max Auschnitt (1888).

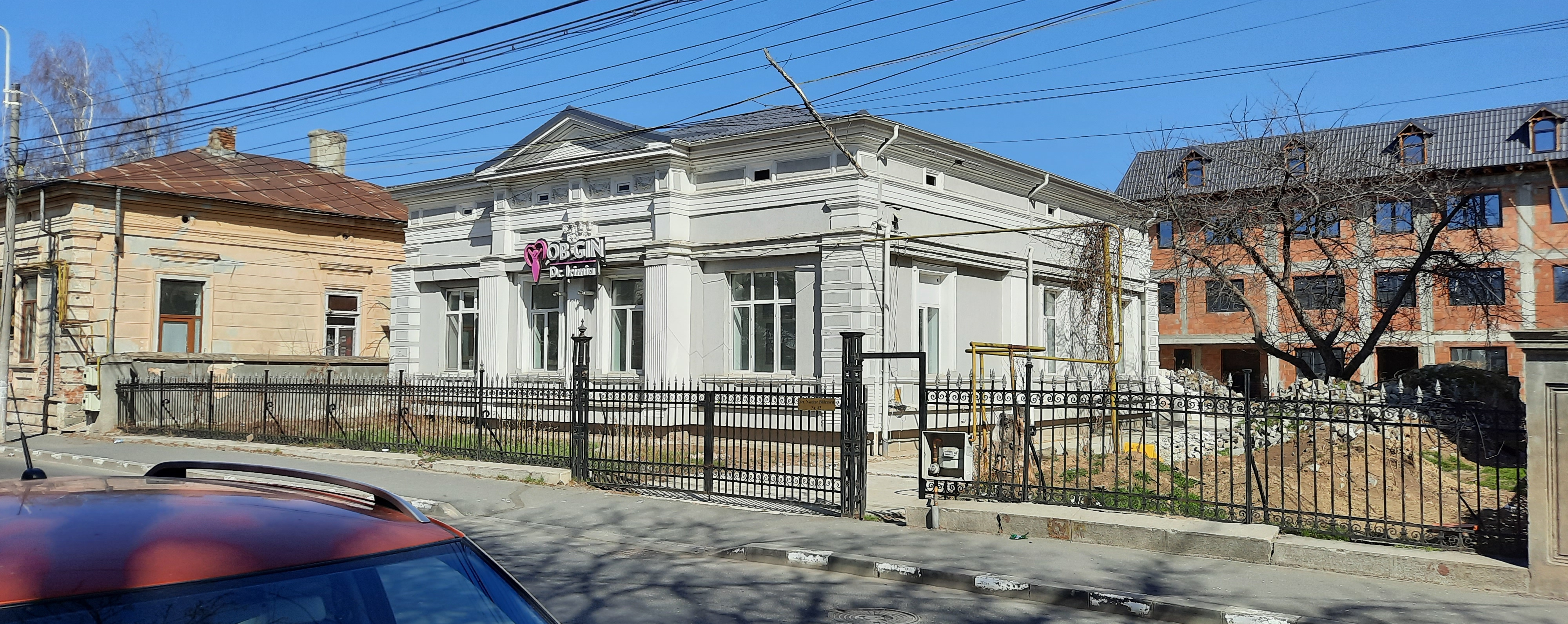
Casa în care a locuit Osias Ausschnitt în Galați

În anul 1882, pe strada Nicolae Bălcescu, care era pavată cu piatră cubică și se numea Mavramol, Osias Ausschnitt a cumpărat un teren și apoi a construit o casă de locuit. În această casă în 1888, fiul său Max Auschnitt urma să vadă lumina zilei.
Documentele de arhivă consemnează faptul că la 15 februarie 1892 Spiridon G. Topali a inițiat un proces lui Osias Auschnitt care, cu un an înainte, începuse mai multe șantiere pe străzile Portului și Sf. Apostoli încălcând dreptul de proprietate al reclamantului. În cele din urmă, conflictul a fost stins în anul 1895, când Osias Auschnitt a acceptat să plătească o despăgubire în valoare de 1.000 lei 
Compania pe care o deținea, O. Ausschnit & Co, a participat la Expoziția Generală a României din 1906, desfășurată cu ocazia sărbătoririi a 40 ani de domnie a regelui Carol I pe amplasamentul actual al Parcului Carol I din București. Acolo, fabrica de sârmă și tablă a lui Osias Ausschnitt din Galați a obținut Diploma de onoare, Medalia de aur și Placheta de colaborator. Stabilimentul era furnizor al Curții Regale. Pentru meritele sale, Carol I i-a conferit industriașului Ordinul „Coroana României” în gradul de mare cavaler, precum și Medalia „Meritul comercial și industrial”, Clasa I.
În anul 1919, pe strada Vezuviului la nr. 51-53 industriașul deținea o fabrică de cuie, nituri și sârmă numită O. Ausschnit & Co. În 1919, bancherul Crissoveloni cumpăra uzina Titan din apropiere și în decembrie 1919 Crissoveloni și Osias Ausschnit încheie o convenție prin care cele două fabrici fuzionează. Doi ani mai târziu, bancherul cumpără toată uzina de la partenerul său. Între anii 1922-1923, Ausschnit construiește hala Laminorului de tablă, iar prima cajă de laminare produce în martie 1923.
Osias Auschnitt a murit pe 24 iunie 1926 la Viena.